# Æthelmær Cild
Pour les articles homonymes, voir Æthelmær.
Æthelmær Cild ou Æthelmær le Gros (fl. 983-1013) est un noble anglais de la fin du Xe siècle et du début du XIe siècle.

## Biographie
Æthelmær est le fils d'Æthelweard le Chroniqueur, ealdorman des comtés du sud-ouest de l'Angleterre (Devon, Somerset et Dorset). Il apparaît dans les sources en 983 comme témoin sur plusieurs chartes du roi Æthelred le Malavisé, dont une dont il est le bénéficiaire pour un terrain de neuf hides à Thames Ditton, dans le Surrey,. Il occupe un rôle important à la cour d'Æthelred dans les années 990 et jusqu'à la première moitié des années 1000, apparaissant avec le titre de discðegn (« sénéchal ») sur une charte de 1002,. Durant cette période, il fonde avec son père un monastère à Cerne, dans le Dorset, et un autre à Eynsham, dans l'Oxfordshire. Ces deux abbayes accueillent successivement l'écrivain Ælfric d'Eynsham.
L'Angleterre connaît une sorte de « révolution de palais » en 1005-1006, durant laquelle plusieurs des principaux conseillers d'Æthelred disparaissent au profit de nouveaux venus. Æthelmær fait partie des premiers : il se retire dans son abbaye d'Eynsham en 1005. Cet exil dure près de dix ans, jusqu'à ce qu'Æthelred rappelle Æthelmær pour lui confier le titre d'ealdorman avec la même juridiction que son père, les comtés du sud-ouest. Le pays traverse alors une grave crise et le roi cherche peut-être à pacifier la région. En 1013, lorsque l'Angleterre est envahie par les troupes danoises, Æthelmær se soumet au roi Sven à la Barbe fourchue à Bath au nom des populations de l'ouest. Il meurt peu de temps après.
On connaît deux fils d'Æthelmær : Æthelnoth, archevêque de Cantorbéry de 1020 à 1038, et Æthelweard, exécuté sur ordre du roi Knut le Grand (le fils de Sven) en 1017. Knut ordonne également l'exil de son gendre, un autre Æthelweard, en 1020.